# Gesamtanlage Gengenbach

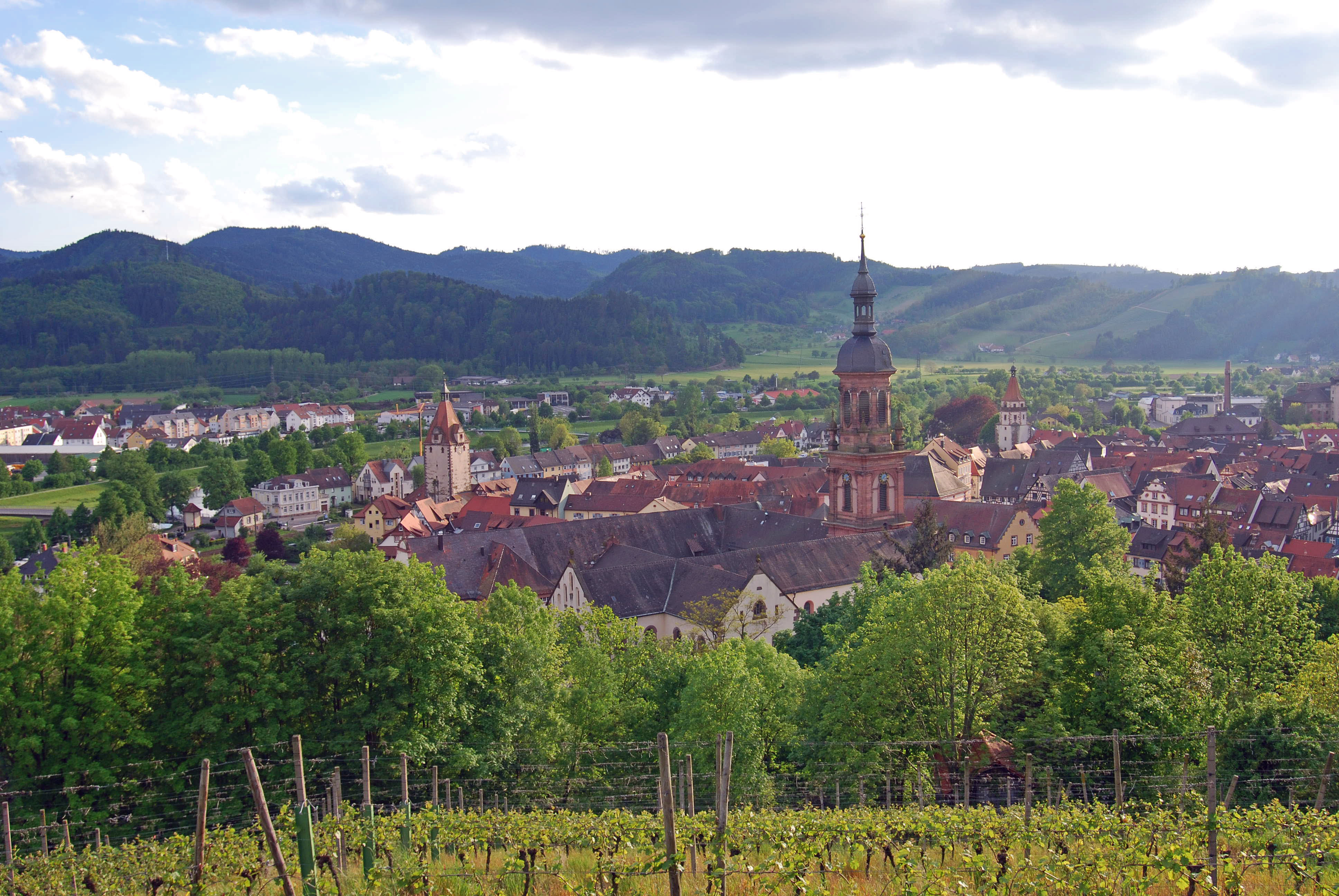
Blick auf Gengenbach

Die Gesamtanlage Gengenbach ist ein denkmalgeschütztes Ensemble in Gengenbach im Ortenaukreis in Baden-Württemberg. Bereits seit 1956 ist der seit dem 17. Jahrhundert weitgehend unverändert gebliebene Stadtgrundriss geschützt. Rechtsgrundlage war § 34 des Badischen Denkmalschutzgesetzes vom 12. Juli 1949, das bis 1971 im Land bzw. Regierungsbezirk Südbaden galt.

## Allgemeines
Gesamtanlagen schützen gemäß § 19 Denkmalschutzgesetz Baden-Württemberg Straßen-, Platz- und Ortsbilder, an deren Erhaltung aus wissenschaftlichen, künstlerischen oder heimatgeschichtlichen Gründen ein besonderes öffentliches Interesse besteht. Geschützt ist das überlieferte Erscheinungsbild der Gesamtanlage mit seinen Bestandteilen und Merkmalen. Neben Bauwerken zählen dazu auch Straßen- und Platzräume oder Grün- und Freiflächen. Schützenswert können außerdem die topographische Lage, der Ortsgrundriss oder eine Stadtsilhouette sein. Der Gesamtanlagenschutz umfasst bei Gebäuden nur die von außen sichtbaren Teile; bei Kulturdenkmalen innerhalb der Gesamtanlage, die zusätzlich nach anderen Bestimmungen des Gesetzes geschützt sind, ist darüber hinaus auch das Innere Gegenstand des Denkmalschutzes.

## Beschreibung
Das Kloster Gengenbach wurde 820 zur Reichsabtei erhoben. Aus der Siedlung am Kloster entwickelte sich die Stadt, die 1366 unter Kaiser Karl IV. den Status einer Reichsstadt erhielt. Im 17. Jahrhundert wurde Gengenbach durch kriegerische Auseinandersetzungen weitgehend zerstört und unter Beibehaltung ihrer Grundstruktur und Befestigungsanlage wieder aufgebaut. Die Reichsstadt wurde 1803 in das Großherzogtum Baden eingegliedert. Das heutige Stadtbild ist in hohem Maße von Gebäuden der Zeit nach 1689 geprägt. Diese tragen zusammen mit der erhaltenen Stadtmauer samt Toren und der kulturlandschaftlichen Einbettung zum besonderen
Charakter der Altstadt bei. Seit 1956 stehen die befestigte Altstadt einschließlich des vormaligen Klosterbezirks sowie der südliche Abschnitt des Oberdorfes als Gesamtanlage unter Denkmalschutz.
Teile der Gesamtanlage Gengenbach:

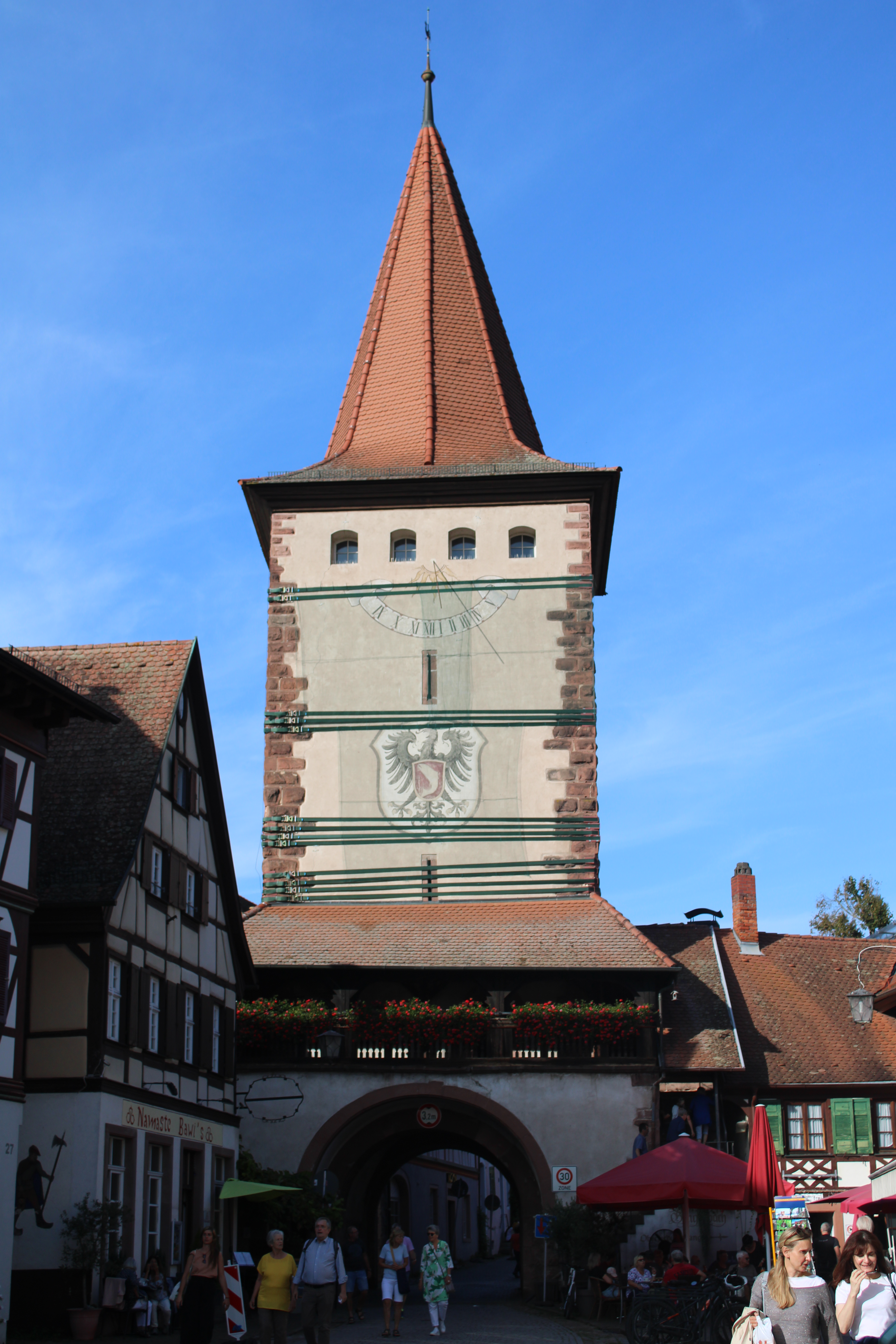
Obertor
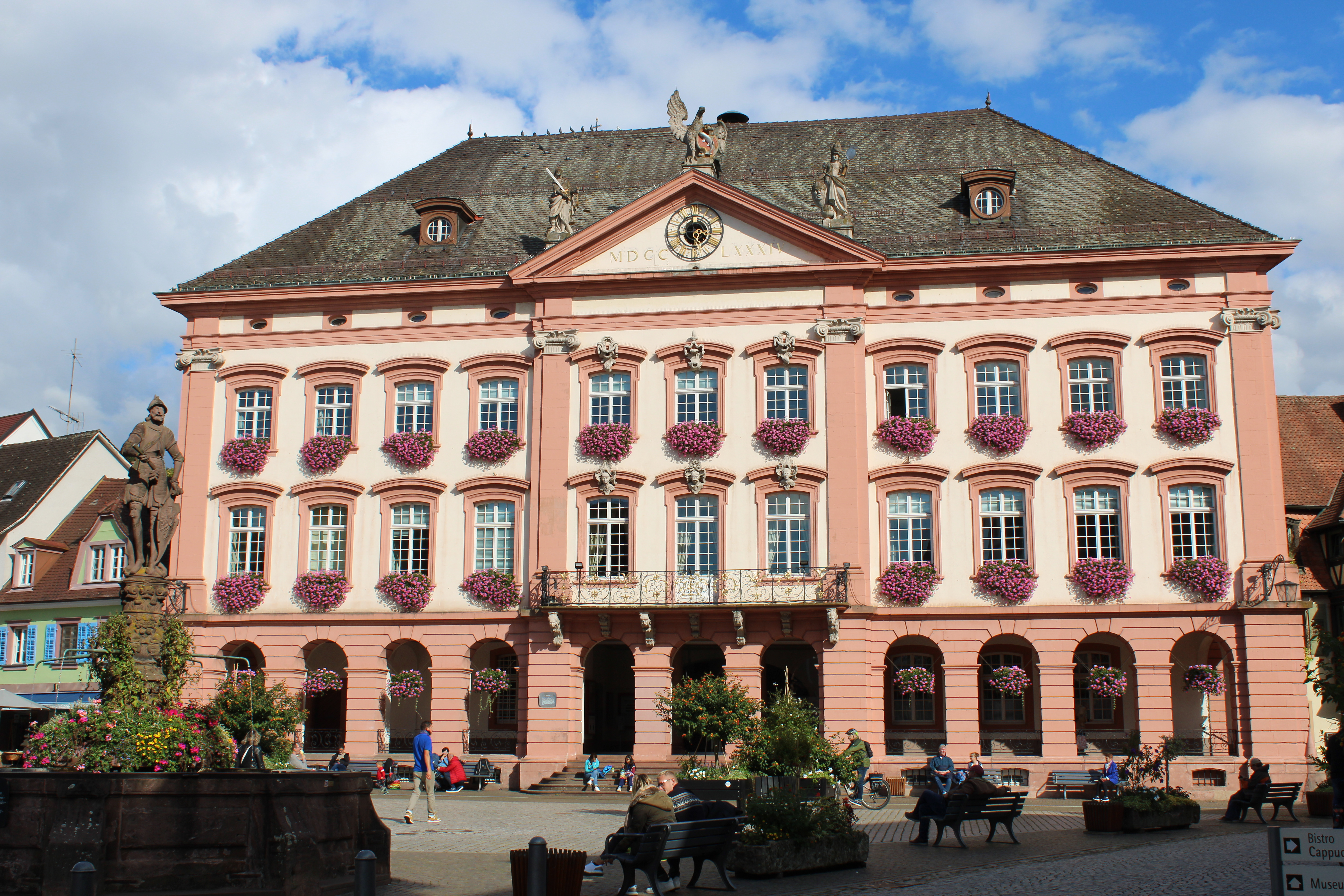
Rathaus
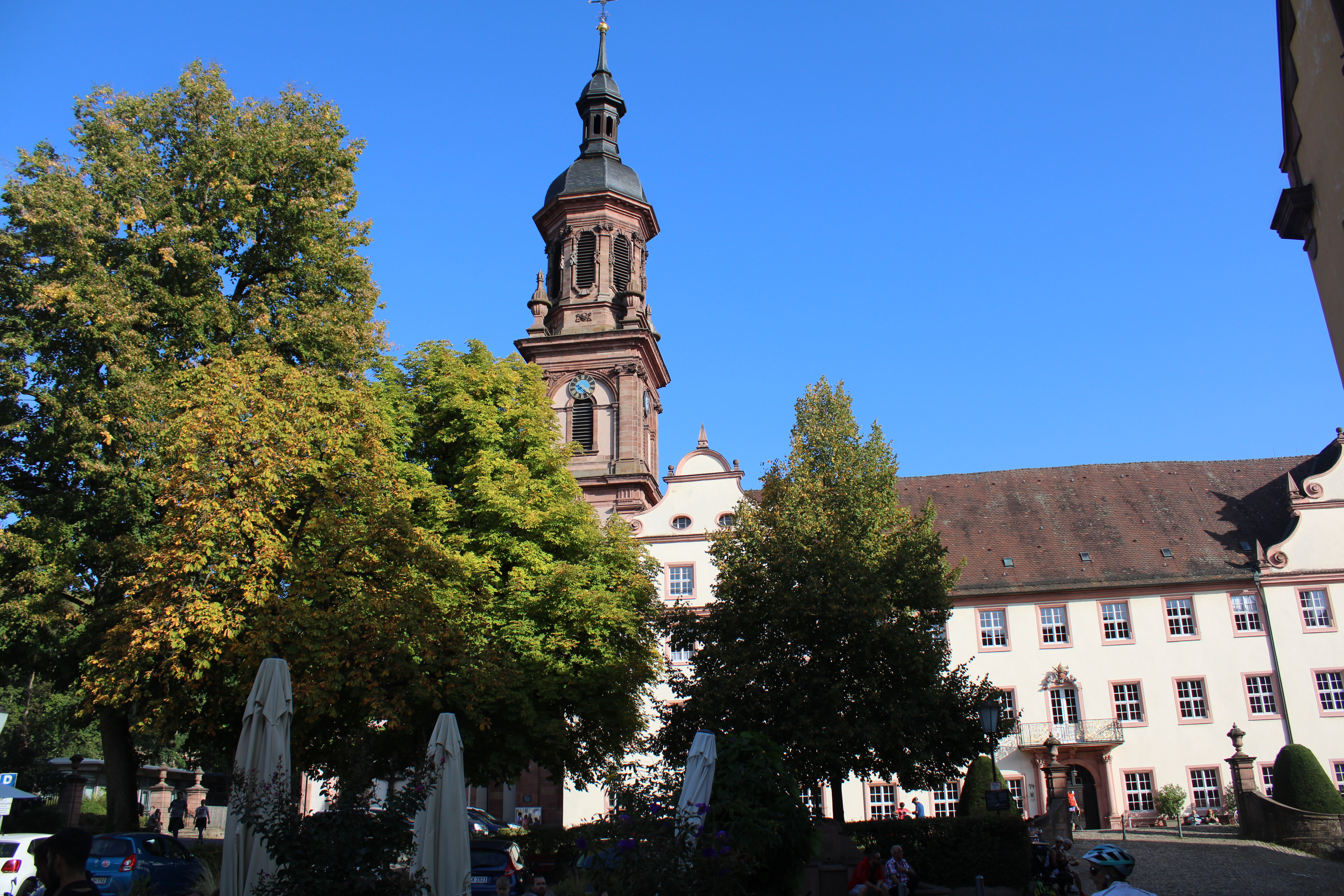
Kloster
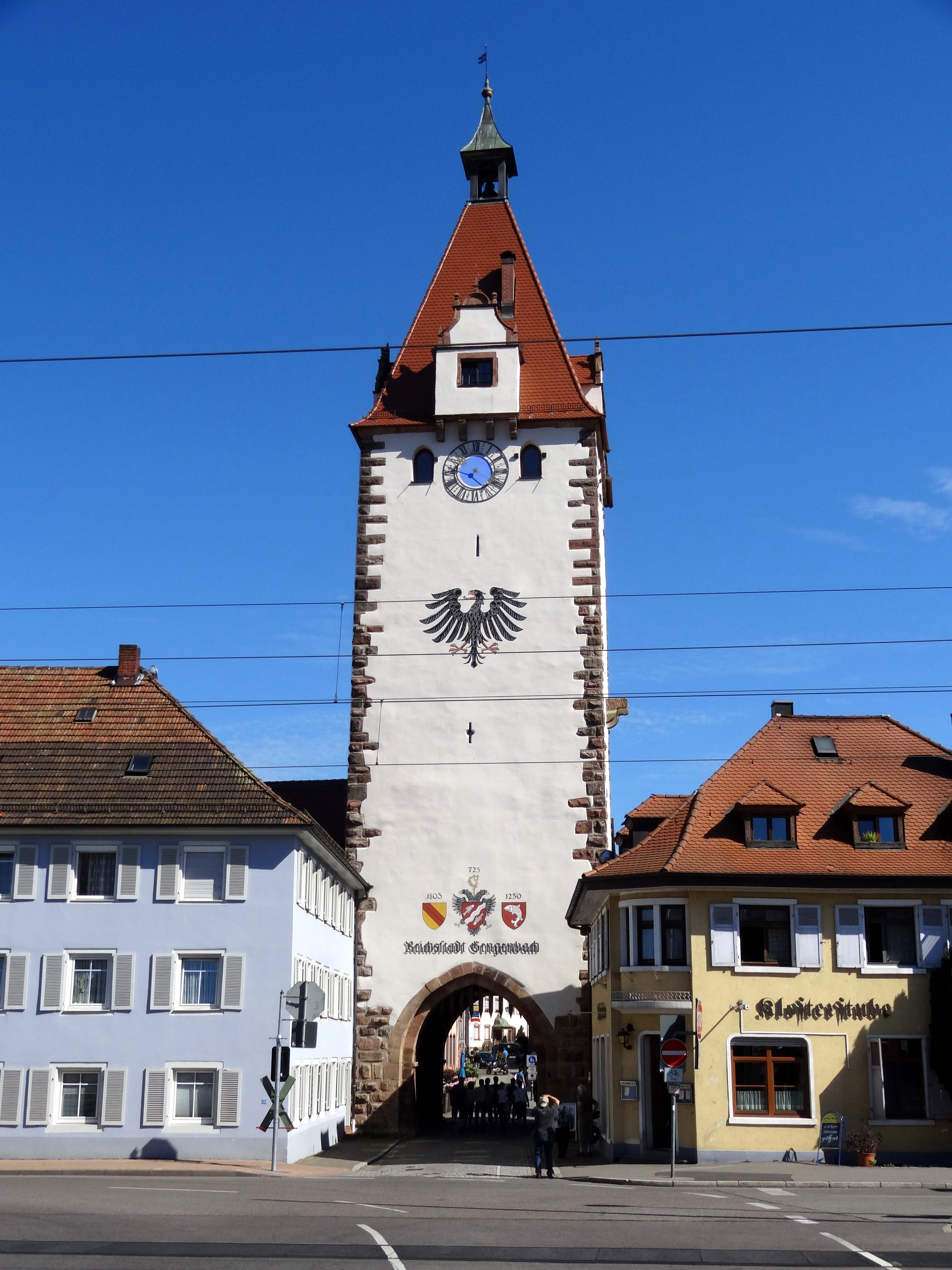
Kinzigtor